# Jus
La Piccola Jus (Ѧ, ѧ) e la Grande Jus (Ѫ, ѫ) chiamata anche semplicemente Jus, sono le lettere che rappresentano due vocali nasali dello slavo comune, nelle prime attestazioni dell'alfabeto cirillico e nell'alfabeto glagolitico. Di entrambe esistono le rispettive iotizzate (Ѩ, ѩ, Ѭ, ѭ), cioè legature grafiche con la lettera "I".

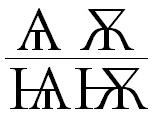
Piccola Jus (sinistra) e Grande Jus (destra); forme normali (sopra) e iotizzate (sotto)

Foneticamente, la Piccola Jus rappresenta la vocale nasale IPA [ɛ̃] e la Grande Jus la vocale nasale IPA [ɔ̃].
I nomi delle lettere non implicano un significato maiuscolo-minuscolo: sia la Piccola Jus sia la Grande Jus esistono in varianti maiuscole e minuscole.
La Grande Jus venne usata in posizione etimologicamente corrente in bulgaro fino al 1945.
Comunque, tutte le lingue slave moderne che usano l'alfabeto cirillico hanno perso le vocali nasali, rendendo obsoleta la Jus. Nel polacco, che è una lingua slava che usa l'alfabeto latino e l'unica che conserva le consonanti nasali, la lettera ę sta al posto della Piccola Jus, mentre ą sta al posto delle Grande Jus. Le forme iotizzate, invece, vengono scritte in polacco ię, ią.
In Russia, la Piccola Jus venne adattata per rappresentare la /ja/ (я) in mezzo o alla fine della parola; la lettera moderna “я” è un adattamento della sua forma corsiva del XVII secolo, dovuta alla riforma tipografica del 1708. (Questo è inoltre il motivo per il quale spesso in russo я appare dove in polacco c'è la “ę”; es. russo пять, "cinque"; polacco pięć). Ciò è dovuto al fatto che molto presto nello sviluppo della lingua russa la Piccola Jus sia passata da vocale nasale [ɛ̃] al dittongo [ja] e si sia quindi confusa in breve con la storica Ꙗ, a iotizzata, che poi è scomparsa. La Grande Jus invece è passata da [ɔ̃] ad [u], confondendosi quindi con la У.
In bulgaro invece la Piccola Jus ha assunto il suono di [e] (perdendo il tratto della nasalizzazione), mentre la Grande Jus ha assunto il suono di [ə], confondendosi così con la lettera Ъ, da cui in breve è stata soppiantata.
Esempi:
- Antico Slavo: Пѧть (pętĭ) → Russo: Пять (pjat') / Bulgaro: Пет (pet)
- Antico Slavo: Зѫбъ (zǫbŭ) → Russo: Зуб (zub) / Bulgaro: Зъб (zăb)